# Saillagouse
Saillagouse  (catalan : Sallagosa) est une commune française, située dans le sud-ouest du département des Pyrénées-Orientales en région Occitanie. Sur le plan historique et culturel, la commune est dans la Cerdagne, une haute plaine à une altitude moyenne de 1 200 m d'altitude, qui s'étend d'est en ouest sur une quarantaine de kilomètres entre le col de la Perche et Bellver (Espagne).
Exposée à un climat de montagne, elle est drainée par le Sègre, la Ribiera d'Err et par divers autres petits cours d'eau. Incluse dans le parc naturel régional des Pyrénées catalanes, la commune possède un patrimoine naturel remarquable composé de quatre zones naturelles d'intérêt écologique, faunistique et floristique.
Saillagouse est une commune rurale qui compte 1 161 habitants en 2022, après avoir connu une forte hausse de la population depuis 1962. Ses habitants sont appelés les Saillagousains ou  Saillagousaines.

## Géographie

### Localisation
La commune de Saillagouse se trouve dans le département des Pyrénées-Orientales, en région Occitanie.
Elle se situe à 75 km à vol d'oiseau de Perpignan, préfecture du département, et à 36 km de Prades, sous-préfecture.
Les communes les plus proches sont : 
Llo (2,1 km), Err (2,3 km), Estavar (3,7 km), Eyne (3,8 km), Sainte-Léocadie (4,0 km), Font-Romeu-Odeillo-Via (4,2 km), Égat (4,9 km), Nahuja (5,3 km).
Sur le plan historique et culturel, Saillagouse fait partie de la région de la Cerdagne, une haute plaine à une altitude moyenne de 1 200 m d'altitude, qui s'étend d'est en ouest sur une quarantaine de kilomètres entre Mont-Louis et Bourg-Madame.

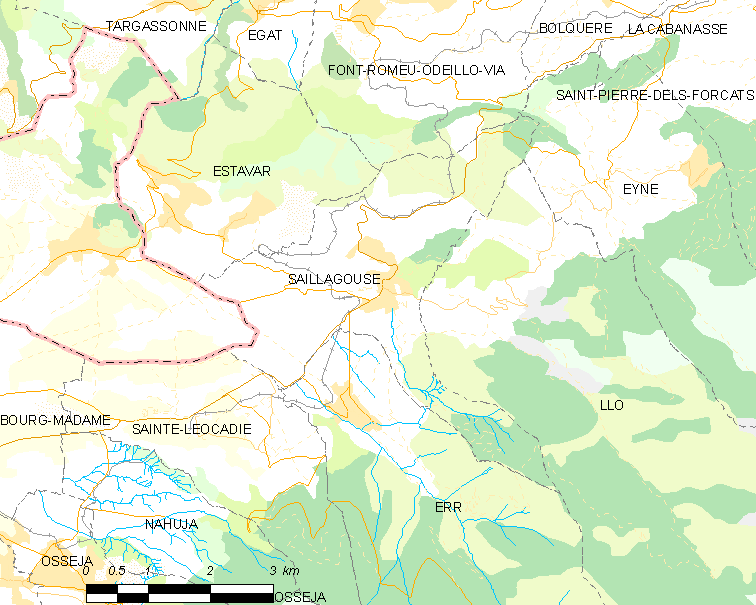
Situation de la commune.

| Estavar                    | Font-Romeu-Odeillo-Via | Eyne |
| Llívia (enclave d'Espagne) | Saillagouse            | Llo  |
| Sainte-Léocadie            | Err                    |      |

### Géologie et relief
L'altitude de la commune varie entre 1 230 et 2 160 mètres
La commune est classée en zone de sismicité 4, correspondant à une sismicité moyenne.

### Hydrographie

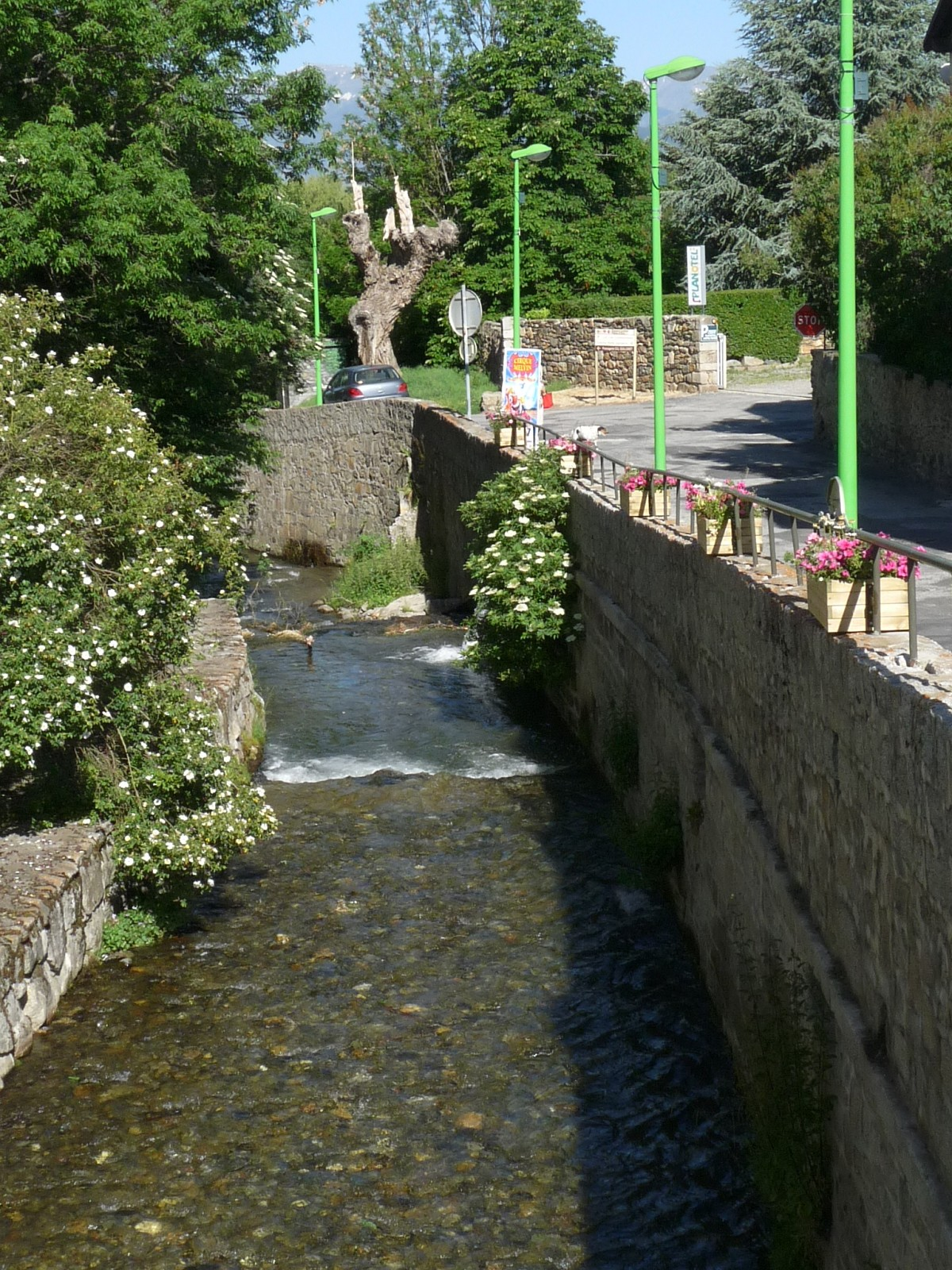
Le Sègre

La commune est traversée par le Sègre qui prend sa source dans la commune voisine de Llo; c'est un affluent de l'Èbre.

### Climat
Pour des articles plus généraux, voir Climat de l'Occitanie et Climat des Pyrénées-Orientales.
En 2010, le climat de la commune est de type climat des marges montargnardes, selon une étude du CNRS s'appuyant sur une série de données couvrant la période 1971-2000. En 2020, Météo-France publie une typologie des climats de la France métropolitaine dans laquelle la commune est exposée à un climat de montagne ou de marges de montagne et est dans la région climatique Pyrénées orientales, caractérisée par une faible pluviométrie, un très bon ensoleillement (2 600 h/an), un air sec, particulièrement en hiver et peu de brouillards.
Pour la période 1971-2000, la température annuelle moyenne est de 8,1 °C, avec une amplitude thermique annuelle de 15,1 °C. Le cumul annuel moyen de précipitations est de 552 mm, avec 6,3 jours de précipitations en janvier et 6,7 jours en juillet. Pour la période 1991-2020, la température moyenne annuelle observée sur la station météorologique la plus proche, située sur la commune de Formiguères à 18 km à vol d'oiseau, est de 7,6 °C et le cumul annuel moyen de précipitations est de 737,3 mm,. Pour l'avenir, les paramètres climatiques de la commune estimés pour 2050 selon différents scénarios d’émission de gaz à effet de serre sont consultables sur un site dédié publié par Météo-France en novembre 2022.

### Milieux naturels et biodiversité

#### Espaces protégés
La protection réglementaire est le mode d’intervention le plus fort pour préserver des espaces naturels remarquables et leur biodiversité associée,.
Un  espace protégé est présent sur la commune : 
le parc naturel régional des Pyrénées catalanes, créé en 2004 et d'une superficie de 139 062 ha, qui s'étend sur 66 communes du département. Ce territoire s'étage des fonds maraîchers et fruitiers des vallées de basse altitude aux plus hauts sommets des Pyrénées-Orientales en passant par les grands massifs de garrigue et de forêt méditerranéenne,.

#### Zones naturelles d'intérêt écologique, faunistique et floristique
L’inventaire des zones naturelles d'intérêt écologique, faunistique et floristique (ZNIEFF) a pour objectif de réaliser une couverture des zones les plus intéressantes sur le plan écologique, essentiellement dans la perspective d’améliorer la connaissance du patrimoine naturel national et de fournir aux différents décideurs un outil d’aide à la prise en compte de l’environnement dans l’aménagement du territoire.
Une ZNIEFF de type 1 est recensée sur la commune :
les « collines d'Estavar et Saillagouse » (888 ha), couvrant 4 communes du département et trois ZNIEFF de type 2, : 
- la « Basse Cerdagne » (3 916 ha), couvrant 12 communes du département[20] ;
- les « chaine du Puigmal et vallées Adjacentes » (28 390 ha), couvrant 15 communes du département[21] ;
- la « Haute Cerdagne » (5 477 ha), couvrant 12 communes du département[22].

Carte des ZNIEFF de type 1 et 2 à Saillagouse.
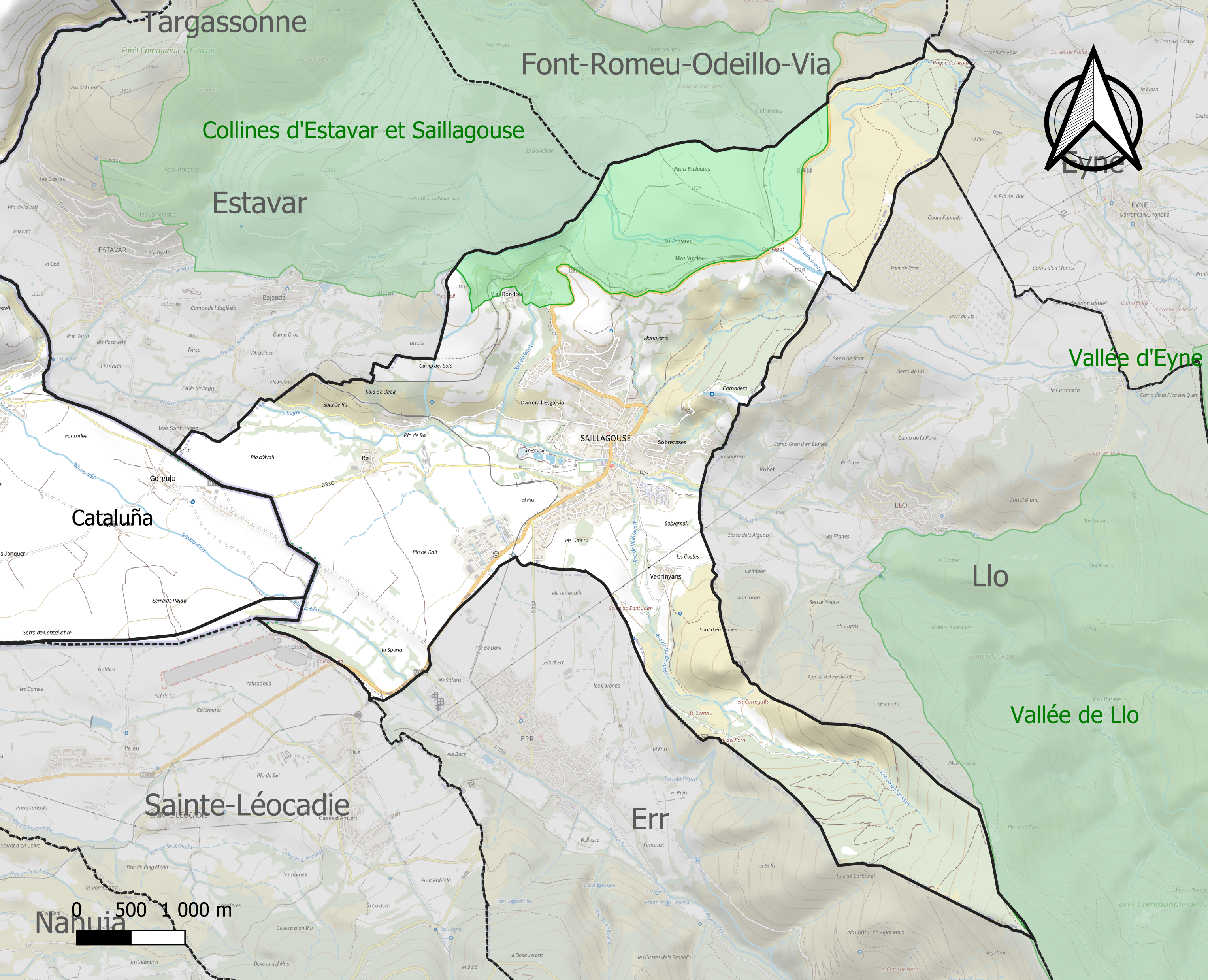
Carte de la ZNIEFF de type 1 sur la commune.
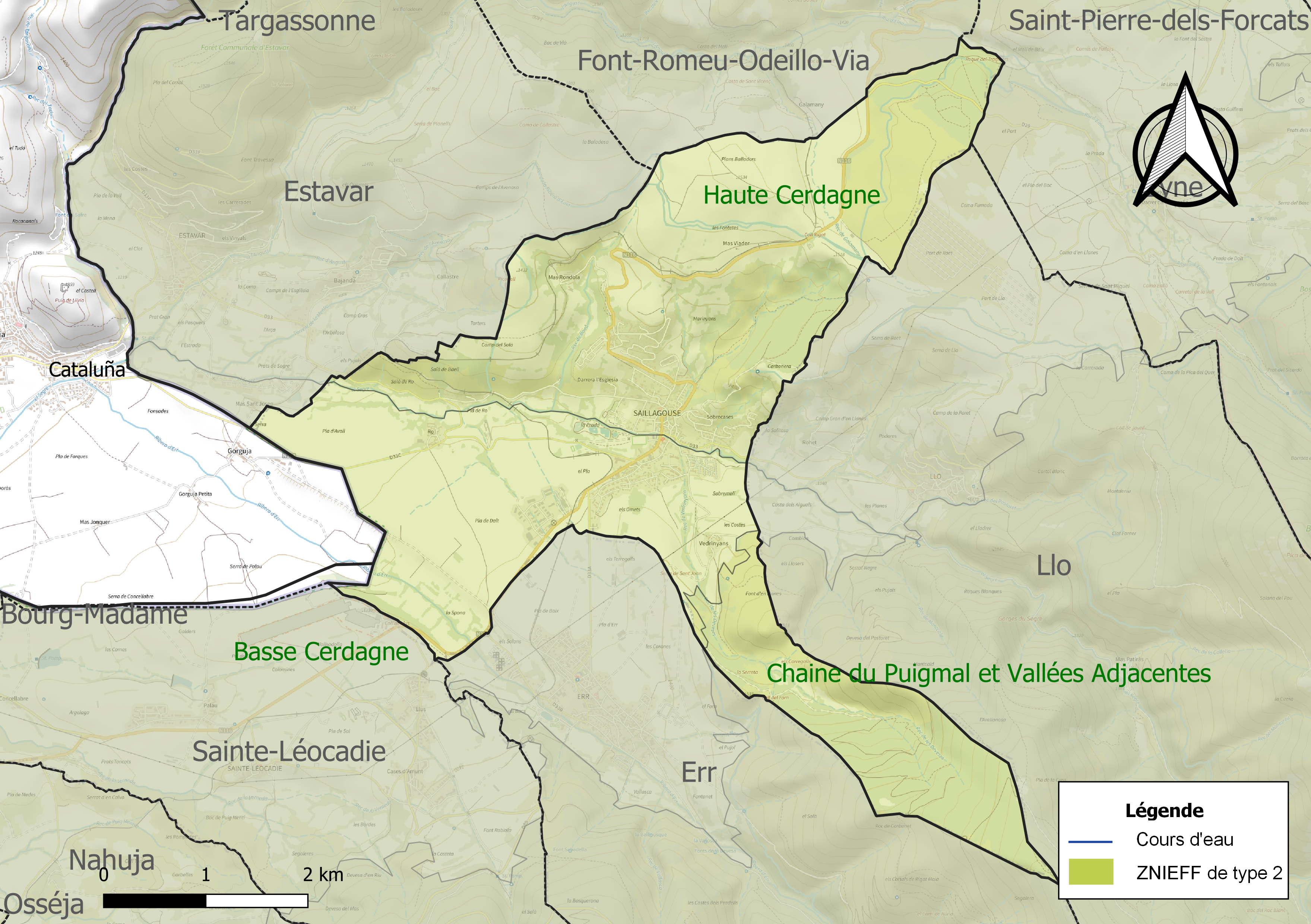
Carte des ZNIEFF de type 2 sur la commune.

## Urbanisme

### Typologie
Au 1er janvier 2024, Saillagouse est catégorisée bourg rural, selon la nouvelle grille communale de densité à sept niveaux définie par l'Insee en 2022.
Elle est située hors unité urbaine et hors attraction des villes,.

### Occupation des sols
L'occupation des sols de la commune, telle qu'elle ressort de la base de données européenne d’occupation biophysique des sols Corine Land Cover (CLC), est marquée par l'importance des territoires agricoles (54,6 % en 2018), en diminution par rapport à 1990 (60 %). La répartition détaillée en 2018 est la suivante : 
prairies (37,2 %), milieux à végétation arbustive et/ou herbacée (24 %), zones agricoles hétérogènes (17,4 %), forêts (13,5 %), zones urbanisées (7,9 %), terres arables (0,1 %). L'évolution de l’occupation des sols de la commune et de ses infrastructures peut être observée sur les différentes représentations cartographiques du territoire : la carte de Cassini (XVIIIe siècle), la carte d'état-major (1820-1866) et les cartes ou photos aériennes de l'IGN pour la période actuelle (1950 à aujourd'hui).

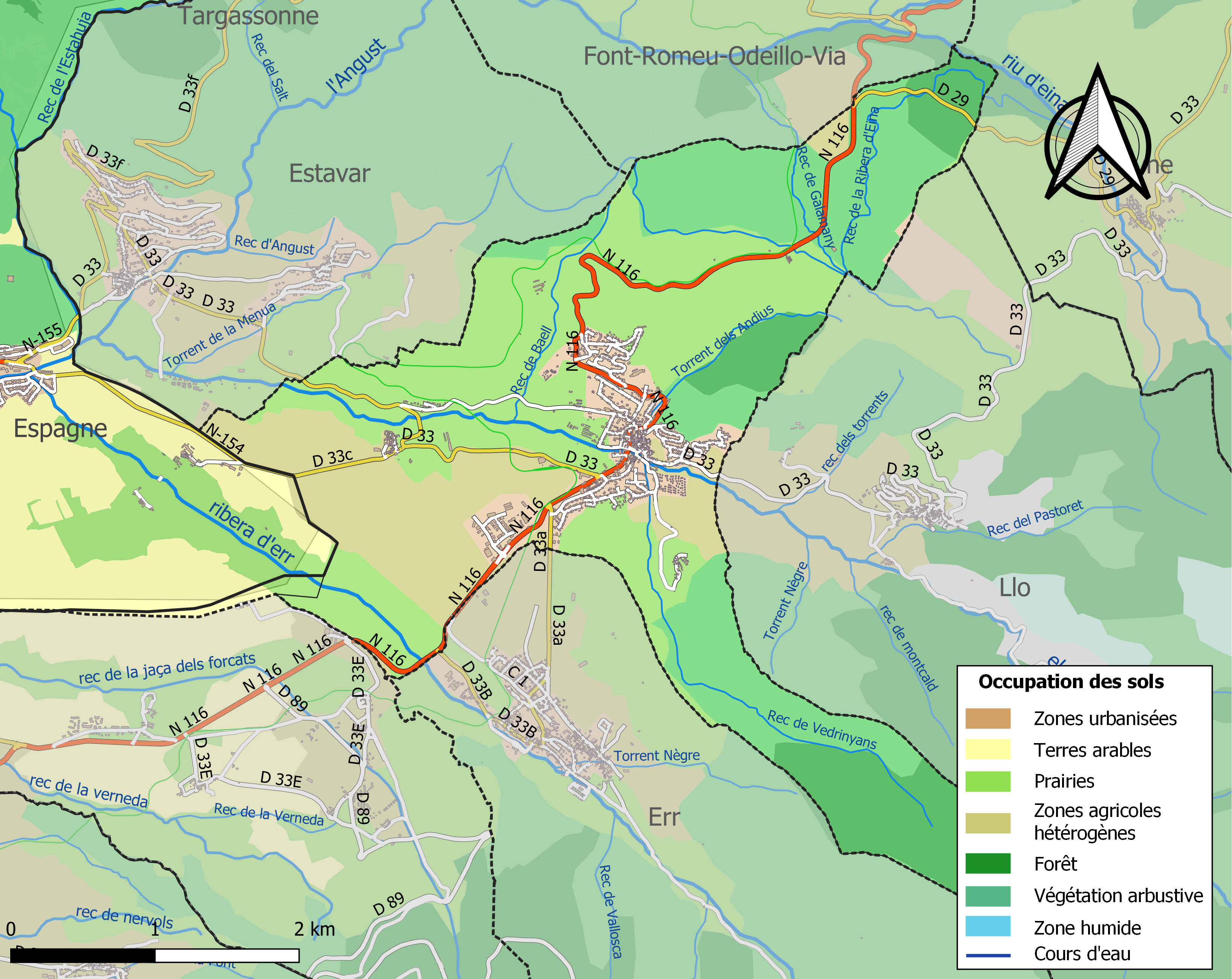
Carte des infrastructures et de l'occupation des sols de la commune en 2018 (CLC).

### Voies de communication et transports
Les lignes 560 (Porté-Puymorens - Gare de Perpignan) et 566 (Latour-de-Carol - Mont-Louis - Latour-de-Carol) du réseau régional liO assurent la desserte de la commune.

### Risques majeurs
Le territoire de la commune de Saillagouse est vulnérable à différents aléas naturels : inondations, climatiques (grand froid ou canicule), feux de forêts, mouvements de terrains et séisme (sismicité moyenne). Il est également exposé à un risque technologique, le transport de matières dangereuses, et à un risque particulier, le risque radon,.

#### Risques naturels
Certaines parties du territoire communal sont susceptibles d’être affectées par le risque d’inondation par crue torrentielle de cours d'eau du bassin du Sègre.
Les mouvements de terrains susceptibles de se produire sur la commune sont soit des mouvements liés au retrait-gonflement des argiles, soit des glissements de terrains, soit des chutes de blocs. Une cartographie nationale de l'aléa retrait-gonflement des argiles permet de connaître les sols argileux ou marneux susceptibles vis-à-vis de ce phénomène.
Ces risques naturels sont pris en compte dans l'aménagement du territoire de la commune par le biais d'un plan de prévention des risques inondations et mouvements de terrains.

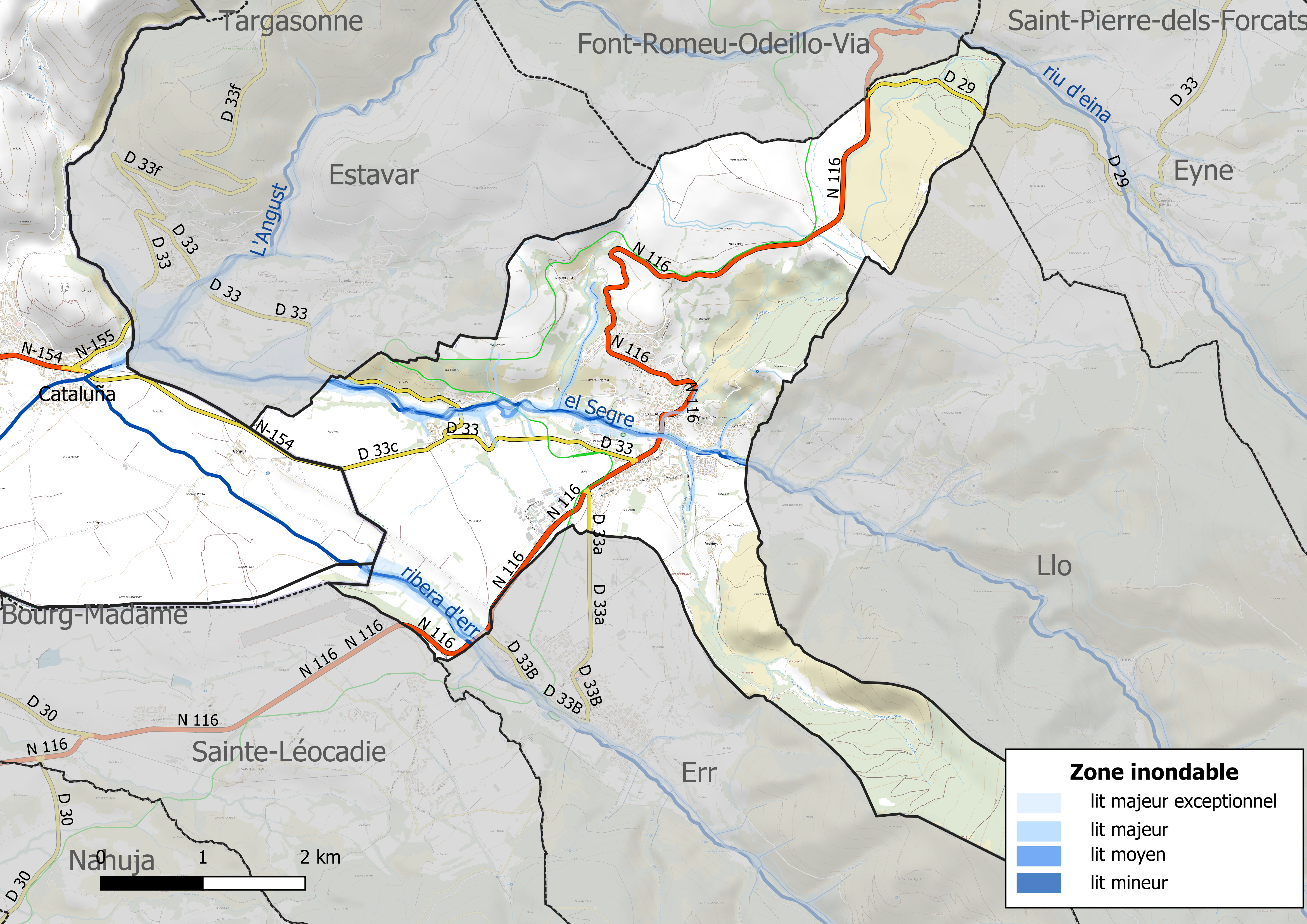
Carte des zones inondables.
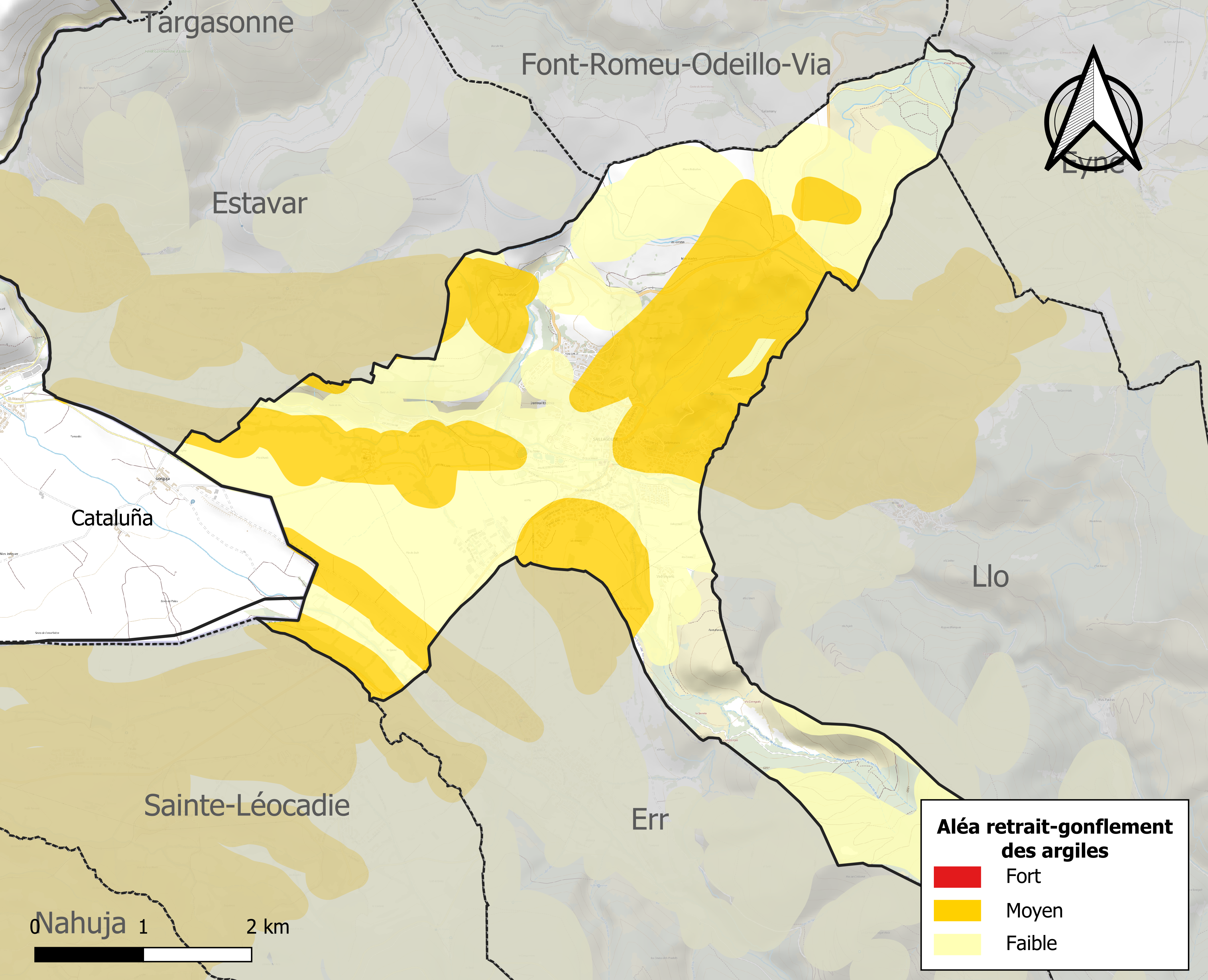
Carte des zones d'aléa retrait-gonflement des argiles.

#### Risques technologiques
Le risque de transport de matières dangereuses sur la commune est lié à sa traversée par une route à fort trafic. Un accident se produisant sur une telle infrastructure est en effet susceptible d’avoir des effets graves au bâti ou aux personnes jusqu’à 350 m, selon la nature du matériau transporté. Des dispositions d’urbanisme peuvent être préconisées en conséquence.

#### Risque particulier
Dans plusieurs parties du territoire national, le radon, accumulé dans certains logements ou autres locaux, peut constituer une source significative d’exposition de la population aux rayonnements ionisants. Toutes les communes du département sont concernées par le risque radon à un niveau plus ou moins élevé. Selon la classification de 2018, la commune de Saillagouse est classée en zone 3, à savoir zone à potentiel radon significatif.

## Toponymie
En catalan, le nom de la commune est Sallagosa. Ce nom est attesté dès 839 et a peu varié dans le temps (on trouve également Salagosa ou Sellagosa dans des textes médiévaux, en plus de Sallagosa). L'étymologie la plus probable de ce nom est le mot pré-latin Salico qui signifie saule, auquel aurait été accolé le suffixe collectif -osa. L'ensemble désignait donc un lieu où poussent de nombreux saules.
On rencontre les graphies Saillagouze (1793) et Saillagousse (1801).

## Histoire

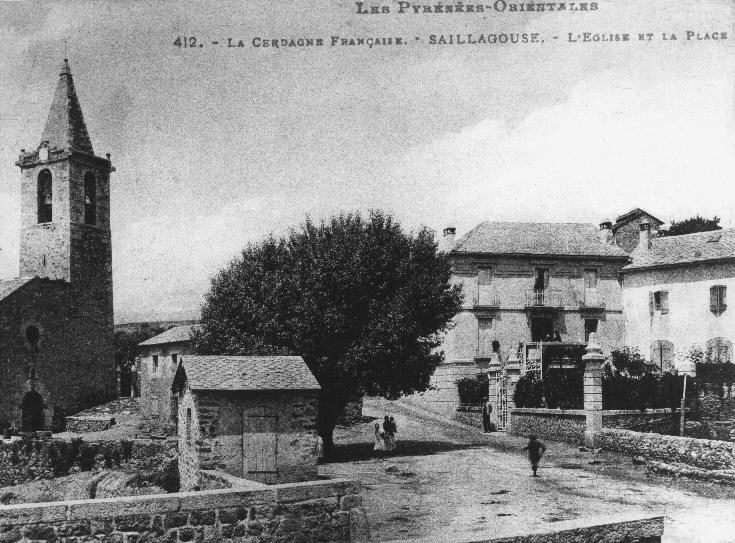
Saillagouse vers 1910

En 1660, Saillagouse devient le siège de la viguerie de Cerdagne.
Le 13 mars 1822, Saillagouse absorbe les communes de Ro et de Védrignans.
Le 8 octobre 1974, Saillagouse absorbe la commune de Llo par arrêté préfectoral et la nouvelle commune prend le nom de Saillagouse-Llo. Celles-ci seront de nouveau séparées par un arrêté préfectoral du 14 mars 1984.

## Politique et administration

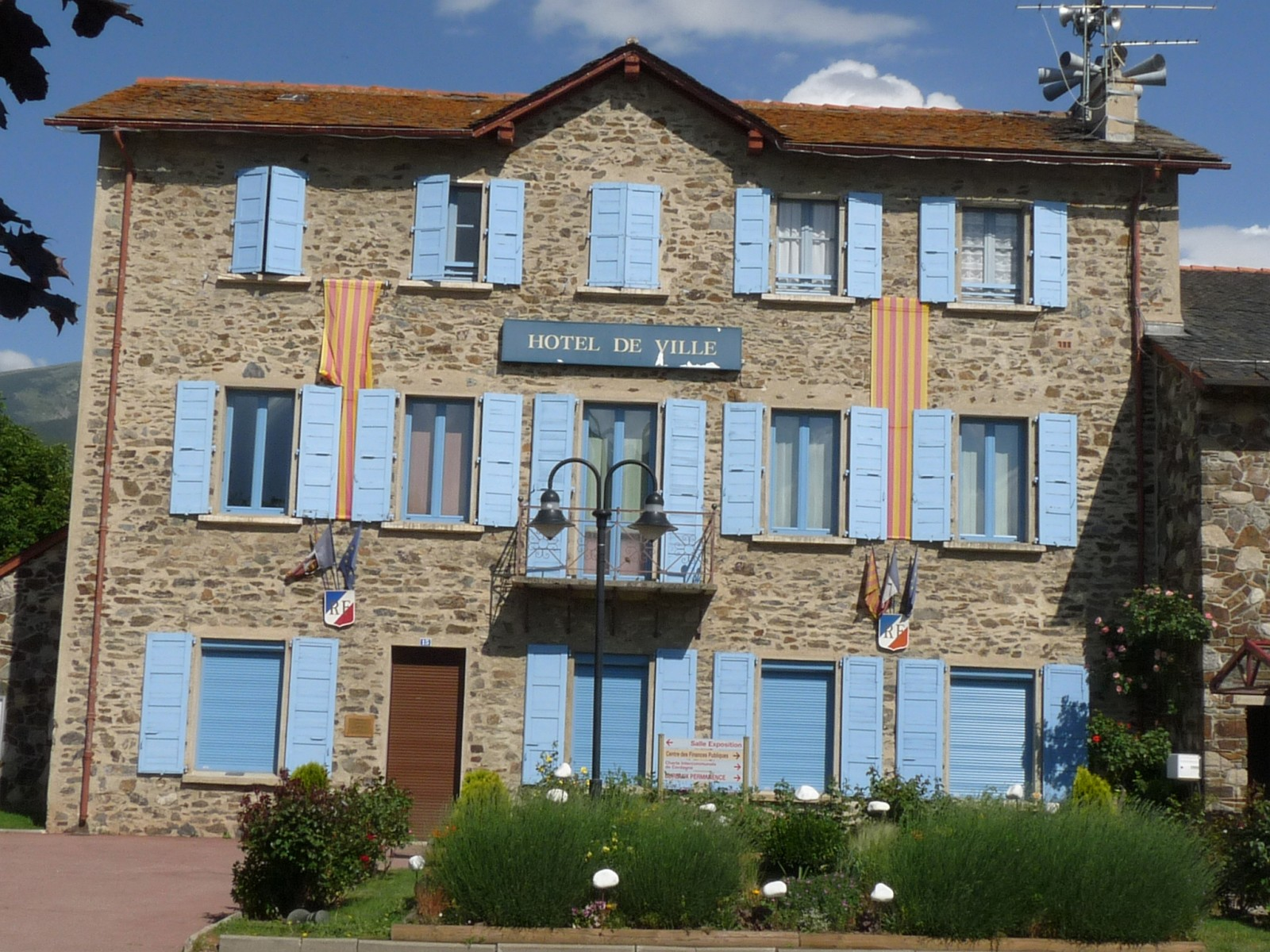
La mairie de Saillagouse

### Administration municipale
Saillagouse est le siège de la communauté de communes de Pyrénées Cerdagne.

### Liste des maires
| Période                                  | Période   | Identité            | Étiquette            | Qualité                                                                      |
| ---------------------------------------- | --------- | ------------------- | -------------------- | ---------------------------------------------------------------------------- |
| Les données manquantes sont à compléter. |           |                     |                      |                                                                              |
| 1870                                     | 1871      | Bonaventure Vigo    |                      | Viguier d'Andorre                                                            |
| 1871                                     | 1878      | Bonaventure Fort    |                      |                                                                              |
| 1878                                     | 1884      | Bonaventure Vigo    |                      | Viguier d'Andorre                                                            |
| 1884                                     | 1921      | Antoine Rogé        |                      |                                                                              |
| 1921                                     | 1925      | Paul Rogé           |                      |                                                                              |
| 1925                                     | 1933      | Isidore de Montella |                      |                                                                              |
| 1933                                     | 1935      | Georges Clerc       |                      |                                                                              |
| 1935                                     | 1945      | Henri Planes        |                      |                                                                              |
| 1945                                     | 1952      | Willian Duran       | Gauche               |                                                                              |
| 1952                                     | 1953      | Antoine Cayrol      | PCF                  | Boucher à Saillagouse, puis libraire à Perpignan                             |
| 1953                                     | 1992      | François Ester      |                      |                                                                              |
| octobre 1992                             | juin 1995 | Jean de Maury       |                      |                                                                              |
| juin 1995                                | En cours  | Georges Armengol,   | DVD puis UMP puis SE | Conseiller général, président de la Communauté de communes Pyrénées-Cerdagne |

## Population et société

### Démographie ancienne
La population est exprimée en nombre de feux (f) ou d'habitants (H).
| 1365 | 1378 | 1515 | 1553 | 1709 | 1720 | 1767  | 1774  | 1788  |
| ---- | ---- | ---- | ---- | ---- | ---- | ----- | ----- | ----- |
| 23 f | 13 f | 12 f | 14 f | 92 f | 44 f | 369 H | 386 H | 362 H |

| 1789 | - | - | - | - | - | - | - | - |
| ---- | - | - | - | - | - | - | - | - |
| 82 f | - | - | - | - | - | - | - | - |

Note :
- 1365 : dont 4 f pour Crosells.

### Démographie contemporaine
L'évolution du nombre d'habitants est connue à travers les recensements de la population effectués dans la commune depuis 1793. Pour les communes de moins de 10 000 habitants, une enquête de recensement portant sur toute la population est réalisée tous les cinq ans, les populations de référence des années intermédiaires étant quant à elles estimées par interpolation ou extrapolation. Pour la commune, le premier recensement exhaustif entrant dans le cadre du nouveau dispositif a été réalisé en 2005.

En 2022, la commune comptait 1 161 habitants, en évolution de +5,45 % par rapport à 2016 (Pyrénées-Orientales : +3,92 %, France hors Mayotte : +2,11 %).
| 1793 | 1800 | 1806 | 1821 | 1831 | 1836 | 1841 | 1846 | 1851 |
| ---- | ---- | ---- | ---- | ---- | ---- | ---- | ---- | ---- |
| 333  | 311  | 360  | 347  | 505  | 631  | 646  | 640  | 605  |

| 1856 | 1861 | 1866 | 1872 | 1876 | 1881 | 1886 | 1891 | 1896 |
| ---- | ---- | ---- | ---- | ---- | ---- | ---- | ---- | ---- |
| 607  | 549  | 608  | 593  | 540  | 579  | 578  | 548  | 521  |

| 1901 | 1906 | 1911 | 1921 | 1926 | 1931 | 1936 | 1946 | 1954 |
| ---- | ---- | ---- | ---- | ---- | ---- | ---- | ---- | ---- |
| 530  | 576  | 518  | 504  | 520  | 507  | 506  | 518  | 515  |

| 1962 | 1968 | 1975 | 1982 | 1990 | 1999 | 2005 | 2006 | 2010  |
| ---- | ---- | ---- | ---- | ---- | ---- | ---- | ---- | ----- |
| 548  | 728  | 875  | 879  | 825  | 820  | 971  | 984  | 1 035 |

| 2015  | 2020  | 2022  | - | - | - | - | - | - |
| ----- | ----- | ----- | - | - | - | - | - | - |
| 1 101 | 1 175 | 1 161 | - | - | - | - | - | - |

Note :
- 1975 et 1982 : La population de Llo est recensée avec celle de Saillagouse.

| selon la population municipale des années : | 1968 | 1975 | 1982 | 1990 | 1999 | 2006 | 2009 | 2013 |
| Rang de la commune dans le département      | 69   | 65   | 72   | 78   | 80   | 79   | 82   | 83   |
| Nombre de communes du département           | 232  | 217  | 220  | 225  | 226  | 226  | 226  | 226  |

### Enseignement
Saillagouse possède une école maternelle et une école élémentaire publiques. En 2012, l'école élémentaire compte quatre classes et une centaine d'élèves.
Depuis 2012 s'est ouverte une autre école, maternelle et primaire, appelée « Jordi Pere Cerdà », et dont la langue d'enseignement principale est le catalan.
Le secteur du collège est Bourg-Madame.

### Manifestations culturelles et festivités
- Fête patronale et communale : 1er dimanche d'octobre[51].

### Santé
Maison d’Accueil Spécialisé
La MAS du Nid Cerdan accueille 45 adultes en situation de handicap, principalement des autistes, entourés par une équipe pluridisciplinaire au dévouement exemplaire.
Une vie différente mais heureuse, c'est une nouvelle maison et une nouvelle famille où petits et grands retrouvent un certain équilibre et un peu de bonheur.

## Économie

### Revenus
En 2018, la commune compte 458 ménages fiscaux, regroupant 1 026 personnes. La médiane du revenu disponible par unité de consommation est de 20 640 € (19 350 € dans le département).

### Emploi
|                | 2008   | 2013   | 2018   |
| -------------- | ------ | ------ | ------ |
| Commune        | 5,7 %  | 8,4 %  | 6,7 %  |
| Département    | 10,3 % | 12,9 % | 13,3 % |
| France entière | 8,3 %  | 10 %   | 10 %   |

En 2018, la population âgée de 15 à 64 ans s'élève à 729 personnes, parmi lesquelles on compte 78 % d'actifs (71,3 % ayant un emploi et 6,7 % de chômeurs) et 22 % d'inactifs,. Depuis 2008, le taux de chômage communal (au sens du recensement) des 15-64 ans est inférieur à celui de la France et du département.
La commune est hors attraction des villes,. Elle compte 543 emplois en 2018, contre 547 en 2013 et 478 en 2008. Le nombre d'actifs ayant un emploi résidant dans la commune est de 526, soit un indicateur de concentration d'emploi de 103,1 % et un taux d'activité parmi les 15 ans ou plus de 62,6 %.
Sur ces 526 actifs de 15 ans ou plus ayant un emploi, 222 travaillent dans la commune, soit 42 % des habitants. Pour se rendre au travail, 76,7 % des habitants utilisent un véhicule personnel ou de fonction à quatre roues, 0,9 % les transports en commun, 14 % s'y rendent en deux-roues, à vélo ou à pied et 8,4 % n'ont pas besoin de transport (travail au domicile).

### Activités hors agriculture

#### Secteurs d'activités
177 établissements sont implantés  à Saillagouse au 31 décembre 2019. Le tableau ci-dessous en détaille le nombre par secteur d'activité et compare les ratios avec ceux du département,.
| Secteur d'activité                                                                                        | Commune | Commune | Département |
| Secteur d'activité                                                                                        | Nombre  | %       | %           |
| --- | ------- | ------- | ----------- |
| Ensemble                                                                                                  | 177     | 100 %   | (100 %)     |
| Industrie manufacturière, industries extractives et autres                                                | 16      | 9 %     | (8,7 %)     |
| Construction                                                                                              | 33      | 18,6 %  | (14,3 %)    |
| Commerce de gros et de détail, transports, hébergement et restauration                                    | 41      | 23,2 %  | (30,5 %)    |
| Information et communication                                                                              | 2       | 1,1 %   | (1,9 %)     |
| Activités financières et d'assurance                                                                      | 4       | 2,3 %   | (3 %)       |
| Activités immobilières                                                                                    | 12      | 6,8 %   | (6,2 %)     |
| Activités spécialisées, scientifiques et techniques et activités de services administratifs et de soutien | 27      | 15,3 %  | (13 %)      |
| Administration publique, enseignement, santé humaine et action sociale                                    | 27      | 15,3 %  | (13,9 %)    |
| Autres activités de services                                                                              | 15      | 8,5 %   | (8,5 %)     |

Le secteur du commerce de gros et de détail, des transports, de l'hébergement et de la restauration est prépondérant sur la commune puisqu'il représente 23,2 % du nombre total d'établissements de la commune (41 sur les 177 entreprises implantées  à Saillagouse), contre 30,5 % au niveau départemental.

#### Entreprises et commerces
Les cinq entreprises ayant leur siège social sur le territoire communal qui génèrent le plus de chiffre d'affaires en 2020 sont : 
- Quick Systemes, travaux de revêtement des sols et des murs (120 k€)
- SARL Madisu, commerce de détail de carburants en magasin spécialisé (94 k€)
- San Remo, restauration de type rapide (82 k€)
- Segosa Solar, construction de maisons individuelles (58 k€)
- Cerdagne Immo, agences immobilières (44 k€)
- Saillagouse accueille une antenne de la Chambre de commerce et d'industrie de Perpignan et des Pyrénées-Orientales.

### Agriculture
|               | 1988 | 2000 | 2010 | 2020 |
| ------------- | ---- | ---- | ---- | ---- |
| Exploitations | 10   | 14   | 9    | 7    |
| SAU (ha)      | 487  | 522  | 417  | 646  |

La commune est dans la Cerdagne, une petite région agricole située à l'extrême ouest du département des Pyrénées-Orientales. En 2020, l'orientation technico-économique de l'agriculture  sur la commune est l'élevage de bovins, pour la viande. Sept exploitations agricoles ayant leur siège dans la commune sont dénombrées lors du recensement agricole de 2020 (dix en 1988). La superficie agricole utilisée est de 646 ha,,.

## Culture locale et patrimoine

### Monuments et lieux touristiques
- Église paroissiale Sainte-Eugénie
- Chapelle Saint-Antoine-Abbé de Ro.
- Chapelle Sainte-Eugénie de Védrinyans.
- Place Oliva
- Monument en hommage à Jules Lax (1842-1925), créateur du Train jaune, près du col Rigat (1488 m).

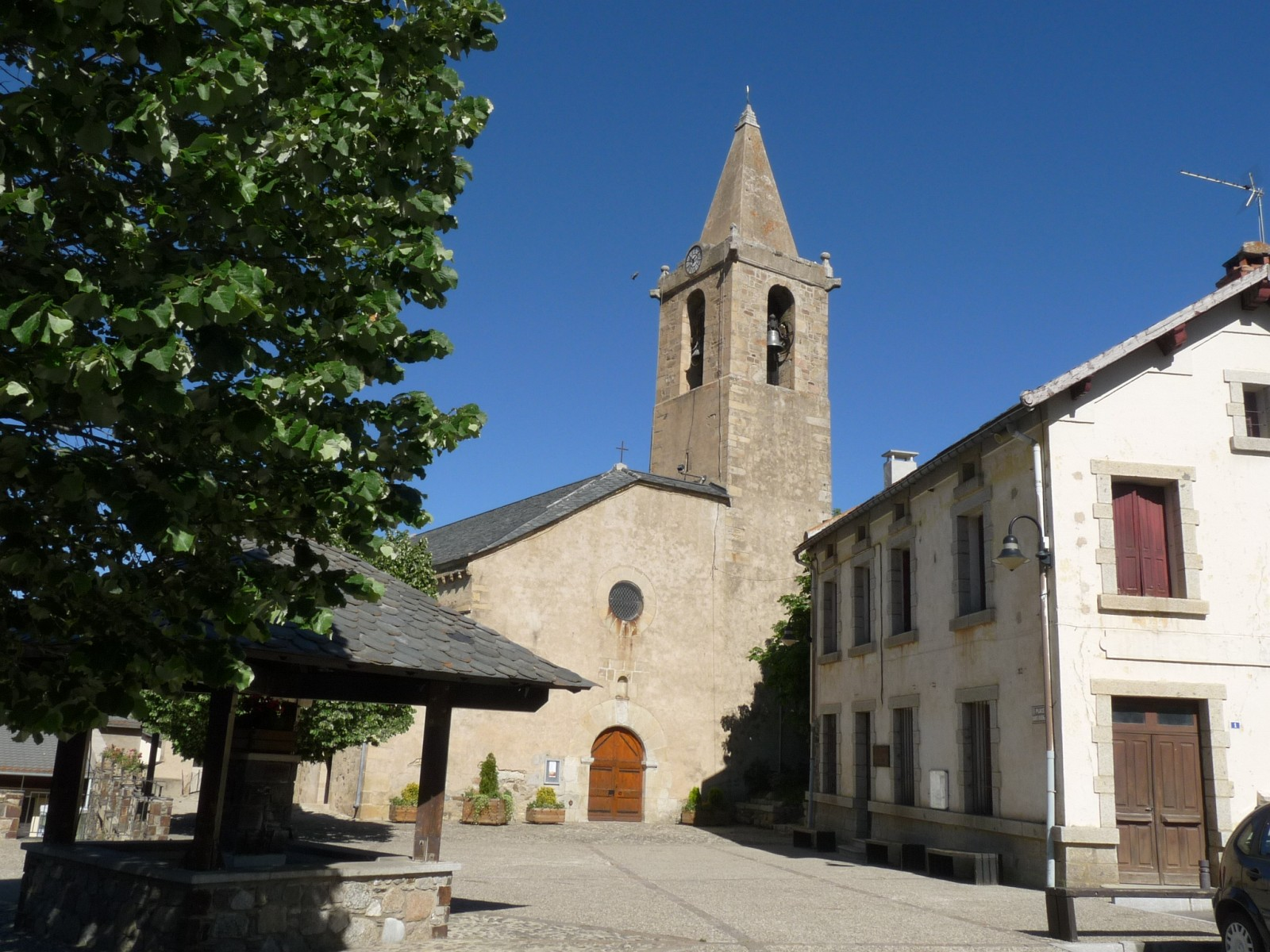
L'église Sainte-Eugénie.
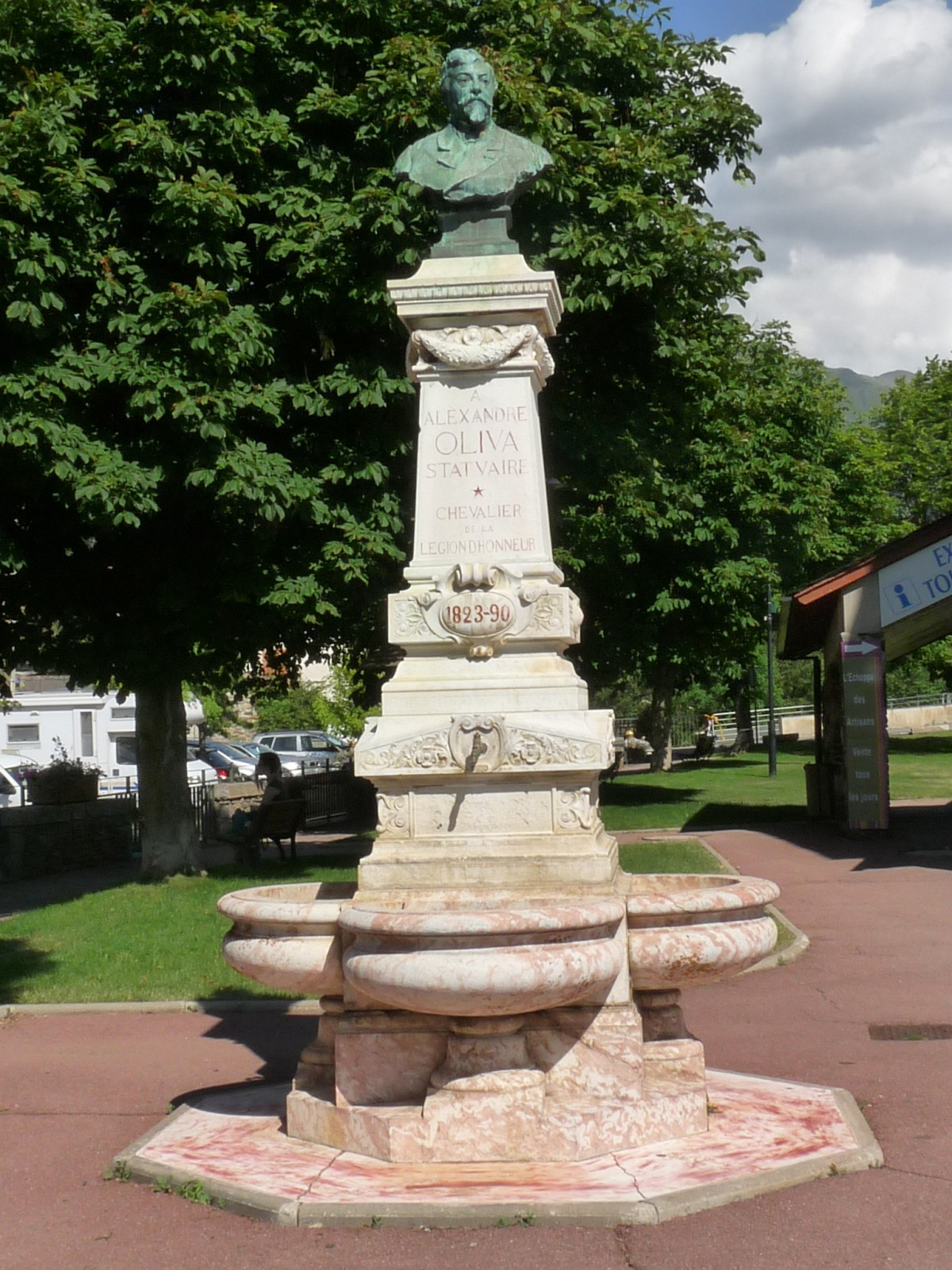
Monument-fontaine Alexandre Oliva.
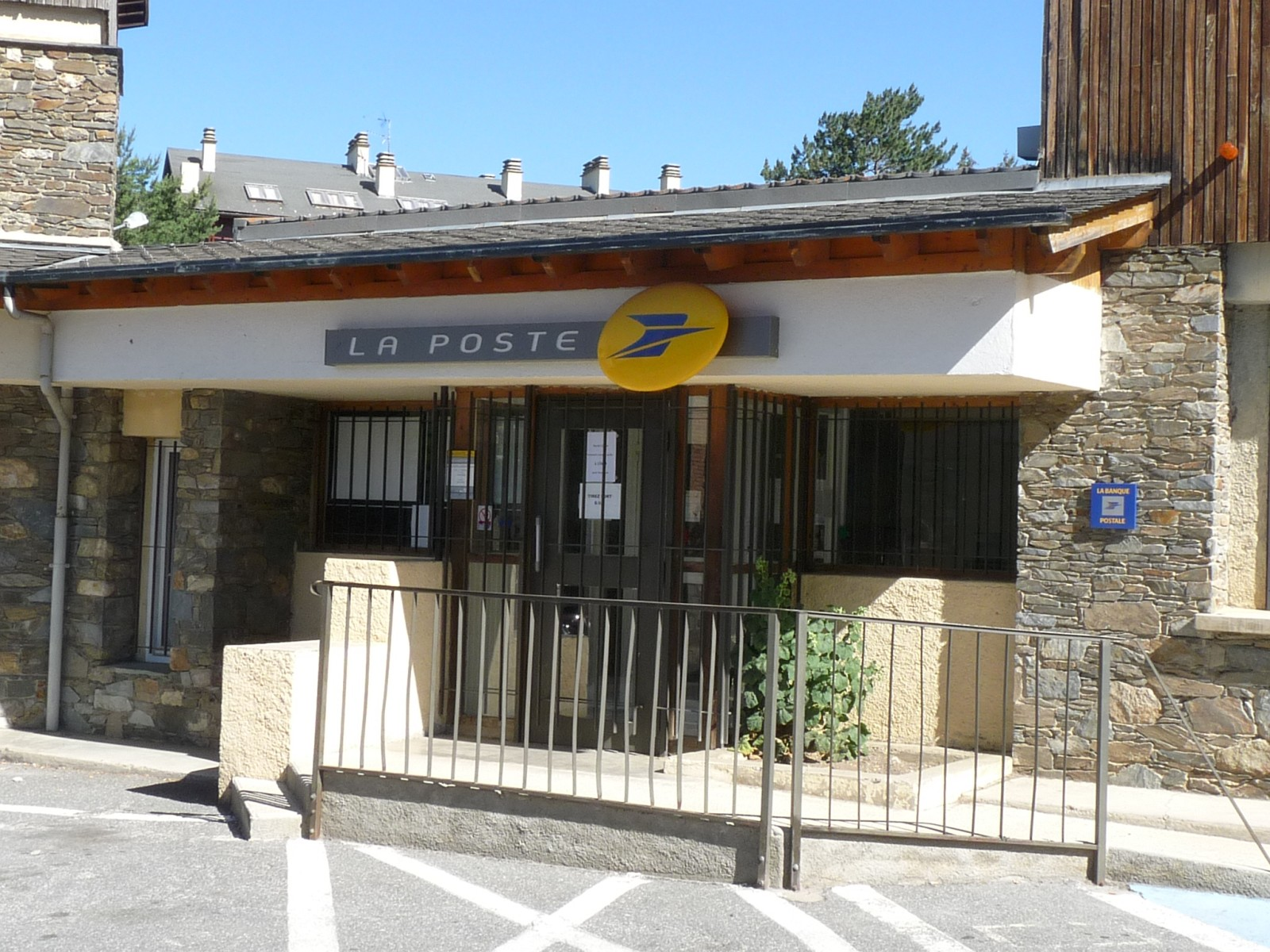
La poste avant son transfert à côté de la mairie fin mars 2017.
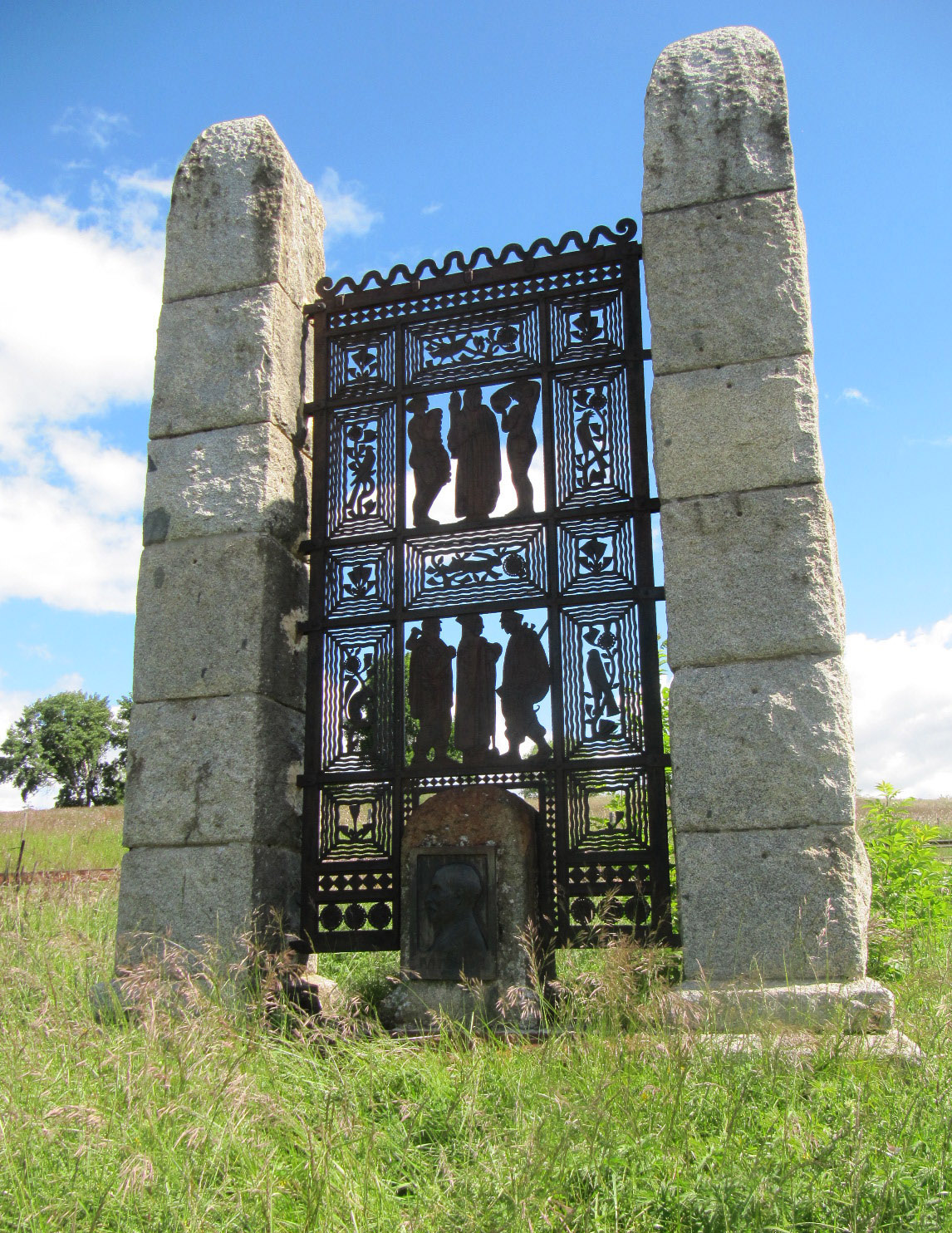
Porte de fer en hommage à Jules Lax (1842-1925), créateur du Train jaune.
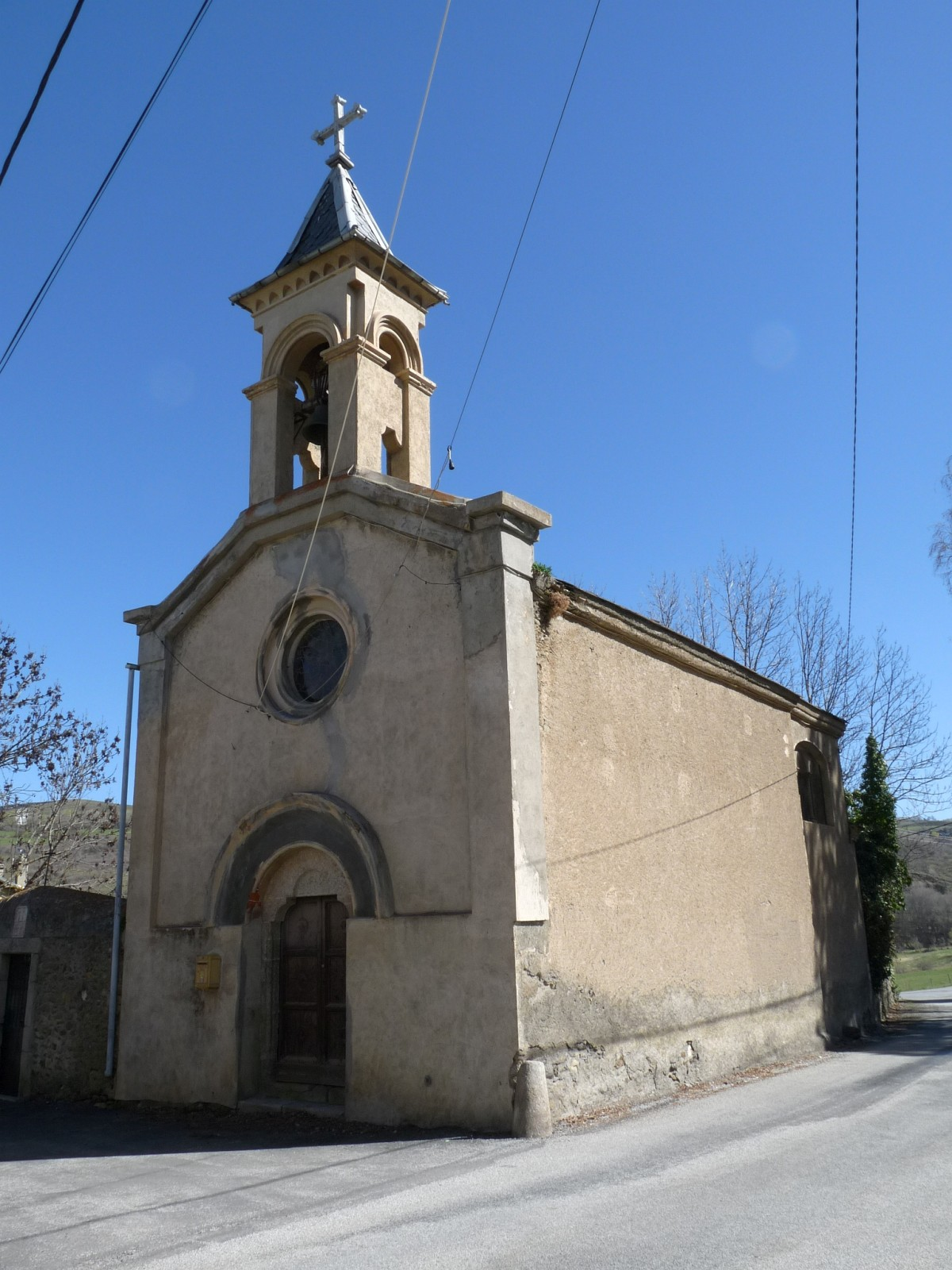
Chapelle Saint-Antoine-Abbé de Ro
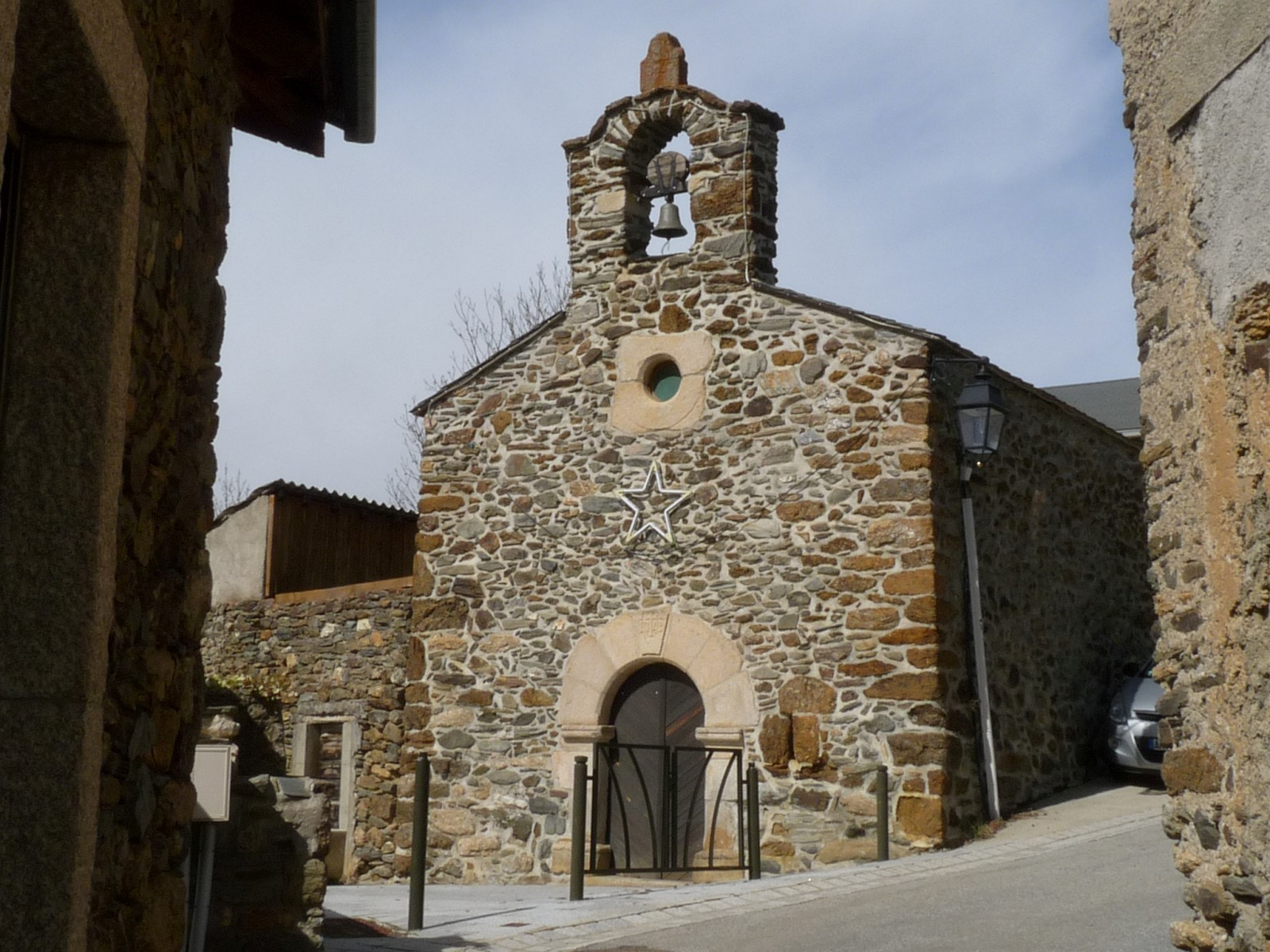
Chapelle Sainte-Eugénie de Védrinyans

### Personnalités liées à la commune
- Alexandre Oliva (1823-1890) : sculpteur né à Saillagouse ;
- Bonaventure Vigo (1836-1886) : maire de la commune de Saillagouse, viguier d'Andorre de 1882 à 1886 et arrière-grand-père du cinéaste Jean Vigo ;
- Georgette Clerc (1912-1986) : résistante et militante communiste née à Saillagouse ;
- Jordi Pere Cerdà (1920-2011) : écrivain né à Saillagouse.

### Héraldique
| Blason de Saillagouse | Blason  | D'azur aux lettres capitales S et A d'argent, accompagnées, en chef, d'un soleil d'or, en cœur, de quatre besants d'argent ordonnés en pairle et, en pointe, d'une croisette d'or. |
| Blason de Saillagouse | Détails | Le statut officiel du blason reste à déterminer. |